# Karl Ehmer
Karl Ehmer (25 novembre 1906 – 11 novembre 1978) è stato un calciatore tedesco, di ruolo attaccante.

## Carriera
Ehmer è stato uno dei giocatori più prolifici di sempre nella storia del calcio tedesco. In carriera ha militato esclusivamente nell'Eintracht Francoforte, fatta eccezione per poche presenze nel 1939-1940 con il VfL Benrath.
Ha vinto il titolo di capocannoniere del campionato tedesco nel 1932 e nel 1933.

## Palmarès

### Club

#### Competizioni regionali
- Campionato della Germania Meridionale: 2

Eintracht: 1930, 1932
- Bezirksliga Main-Hessen: 5

Eintracht: 1928, 1929, 1930, 1931, 1932
- Gauliga Südwest/Mainhessen: 1

Eintracht: 1938